# 坂東駿 (俳優)
坂東 駿（ばんどう しゅん、1993年9月1日 - ）は、日本の俳優、モデル。和歌山県出身。加藤企画所属。血液型はA型。

## 人物
特技はヒップホップダンス、ソフトクリーム巻き、野球。

## 出演作品

### 映画
- 心が君を、探してる。[2]（2014年6月19日公開、MIRAI） - 横山役

### テレビドラマ
- リーガルV〜元弁護士・小鳥遊翔子〜（2018年10月11日 - 12月13日、テレビ朝日）
- Heaven? 〜ご苦楽レストラン〜（2019年7月9日 - 9月10日、TBSテレビ）
- 僕はまだ君を愛さないことができる（2019年7月15日 - 12月10日、フジテレビ）
- 東京男子図鑑（2020年5月1日 - 、カンテレ）
- ソロ活女子のススメ（2021年4月3日 - 6月19日 テレビ東京）- 社員 役 
  - ソロ活女子のススメ2（2022年4月7日 - ）
- ボイス 110緊急指令室 （2021年9月4日、日本テレビ）第7話 - ラーメン屋店員 役
- もしも、イケメンだけの高校があったら（2022年２月５日、テレビ朝日）第4話 - カメラマン 役
- 大河ドラマ 鎌倉殿の13人（2022年2月20日、NHK）第7回 - 若い僧侶 役
- しずかちゃんとパパ（2022年3月13日、NHK BSプレミアム）第1回 - パチンコ屋店員 役
- オールドファッションカップケーキ（2022年8月16日-、フジテレビ） - 今泉 役 [3][4]

### テレビ
- プレバト!!（2021年、MBS) - 再現VTR出演
- ダーウィンが来た!（2021年5月5日、NHK総合）15周年SP 「その手があった!絶滅レスキュー大作戦」- 再現VTR
- ドラマを見ればセカイが変わる！私に5分ください！～高校ダンスに込められたドラマ～ 再現ドラマ 福山寛太役（2021年12月、フジテレビ）
- THE突破ファイル（2022年、日本テレビ）

### 配信ドラマ
- ギヴン（2021年7月17日 - 8月21日、FOD）第5話 - PA役

### 舞台
- Hanauma 聖者達のミステリーツアー（2020年3月、演出：河田キイチ） - 鈴木一男 役

### Web
- ソロ活女子のススメのススメ - 社員 役
- 1万人リアル脱出ゲーム「終わらない公開捜査からの脱出 記憶喪失スペシャル」 - VTR内 松永教授役

### モデル
- Tokyo Fashion Collection in パシフィコ横浜（2014年）
- NEXT GATE COLLECTION vol.5 at Zepp Tokyo（2014年）

### DVD
- 「呪いの黙示録 第五章」達〇神社